# Cobitis laoensis
Cobitis laoensis es una especie de peces de la familia Cobitidae en el orden de los Cypriniformes.

## Reproducción
Es ovíparo.

## Morfología
• Los machos pueden llegar alcanzar los 10,6 cm de longitud total.

## Hábitat
Vive en zonas de clima tropical.

## Distribución geográfica
Se encuentra en la cuenca del río Mekong, Laos y el Vietnam central.